# Higashi Nakatsukasa
 (décembre 2011).
 (janvier 2015).
Higachi Nakatsukasa (東 中務, 1835-1912) est un samouraï japonais de la fin de l'époque d'Edo qui sert le clan Nambu du domaine de Morioka. Il devient le page de Nambu Toshiyoshi. Cinq ans plus tard, il est karō et mène une série de réformes de l'administration domaniale de Morioka. Il est un collègue du célèbre Narayama Sado.